# La Carlota (Spanyolország)
La Carlota település Spanyolországban, Córdoba tartományban. La Carlota Écija, Guadalcázar, La Rambla, Córdoba, La Victoria, San Sebastián de los Ballesteros és Santaella községekkel határos. Lakosainak száma 14 381 fő (2024).

## Népesség
A település népessége az elmúlt években az alábbi módon változott:
| Lakosok száma | 10 518 | 11 203 | 11 906 | 13 182 | 13 595 | 13 872 | 13 936 | 14 061 | 14 228 | 14 381 |
|               | 2001   | 2004   | 2006   | 2009   | 2011   | 2014   | 2016   | 2019   | 2021   | 2024   |